# Calophasidia latens
Calophasidia latens là một loài bướm đêm thuộc họ Noctuidae. Nó là loài đặc hữu của New South Wales, Bắc Úc, Queensland và Nam Úc.